# Artabotrys hainanensis
Artabotrys hainanensis är en kirimojaväxtart som beskrevs av Robert Elias Fries. Artabotrys hainanensis ingår i släktet Artabotrys och familjen kirimojaväxter. Inga underarter finns listade i Catalogue of Life.